# Осборн, Гарольд
Гарольд Осборн (Уэйкфилд, Йоркшир, март 1905 г. — Швейцария, март 1987 г.) — философ, писатель и искусствовед, был одним из основателей Британского эстетического общества в июле 1960 г. Гарольд Осборн основал это общество вместе с сэром Гербертом Ридом. Он также был редактором Британского эстетического журнала (1960—1977). Признанный искусствовед, он является автором книг «Эстетика и теория искусства» (Aesthetics and Art Theory — An Historical Introduction, 1968) и «Искусство оценки» (The Art of Apreciation, 1970).

## Биография
Гарольд Осборн родился в 1905 году в Уэйкфилде, Йоркшир. Он учился в начальной школе Уэйкфилда вместе с другими йоркширскими деятелями искусства и эстетики, такими как Генри Мур и Герберт Рид. В Кембриджском университете он занимался классическими исследованиями и философией.
Осборн прошёл военную службу, что дало ему опыт, выходящий далеко за рамки академической среды. Таким образом, он служил британскому правительству в Ла-Пасе, Боливия. Его книги «Андские индейцы» (1952 г.) и «Боливия: разделенная земля» (1954 г.) стали результатом этого периода его жизни. Он вернулся в Англию в 1952 году.
Он стал известен во всем мире своими философскими теориями об эстетике, и его репутация вышла за пределы ограниченного круга философов.

## Британское эстетическое общество
В 1960 году Гарольд Осборн вместе с группой людей, включая сэра Герберта Рида, профессора Рут Со основал Британское эстетическое общество. Оно было образовано для содействия обсуждению и исследованию теории искусства и критики, а также принципов оценки.
Первый номер Британского журнал по эстетике вышел в ноябре 1960 года. Высокие требования в отношении развития журнала, впервые установленные Гарольдом Осборном, удерживались на протяжении всего время его существования, и сегодня журнал имеет высокое признание в области эстетики. Журнал выпускали ведущие британские издательства, сначала Routledge & Kegan Paul, затем Thames & Hudson и с 1975 года издательством Oxford University Press. Гарольд Осборн долгое время занимал пост редактора журнала, пока его не сменил Терри Диффи в ноябре 1977 года.

## Философия и эстетика
На VII Международном эстетическом прогрессе в Бухаресте (1972) Гарольд Осборн, отвечая на вопрос об основных направлениях современной эстетики, заметил: «В мире существуют две основных школы: феноменологическая, представляемая Романом Ингарденом и Морисом Мерло-Понти, и аналитическая англо-американская, которая концентрирует свои исследования на логическом анализе обращения и эстетического опыта».
Он написал «Искусство оценки» (1970), где утверждает, что искусство стимулирует и расширяет возможности восприятия.
Осборн отождествляет восприятие с оценкой и характеризует эстетический опыт как восприятие. Он полагает, что эстетический опыт от произведения искусства направляет внимание через ограниченное сенсорное поле, сосредотачиваясь на поле качеств в соответствии с присущей ему интенсивностью, его сходствами и контрастом, а также его конкретными группами.
Тип восторга, характеризующий эстетический интерес, также придает эстетическому опыту эмоциональную характеристику цвета, его душевное состояние, которое Осборн считает более близким к безмятежности, даже когда анализируемый объект имеет динамический характер.
Также важно понимать, что перцептивное поглощение объектом эстетического опыта подразумевает меньшее осознание наших собственных чувств и большее осознание качеств и свойств объекта, как будто мы живем в самом объекте. Таким образом, эстетическое переживание имеет характерную строгость; воображение необходимо, чтобы понять качества работы, но воображение также оценивается.
Осборн напоминает, что эстетическое восприятие проявляется во многих аспектах человеческой жизни, но он считает, что произведения изобразительного искусства и их аналоги в природе способны усилить его в полной мере.
Центральное место в теории Осборна занимает повышенное осознание того, что люди испытывают во время эстетического опыта. Это осознание не только заставляет вас чувствовать себя бодрее, чем обычно, но также позволяет уму работать с большей свободой и эффективностью. Новые открытия и подходы — постоянная награда. Осборн утверждает, что восприятие, как и разум, необходимо развивать ради него самого.

## «Абстракция и искусственность в искусстве XX века» (1979)
В этой новой интерпретации визуального искусства 20-го века Гарольд Осборн отказывается от исторической и социологической критики в пользу подхода, исследующего проблемы, с которыми, по его словам, сталкиваются сами художники. С этой целью приводится множество комментариев многочисленных художников, которые документируют, с разной степенью ясности, различные вопросы и ответы, возникающие в процессе их творческих усилий.
Осборн утверждает, что он интерпретировал искусство 20-го века таким образом, который не был опробован ранее. Кроме того, отличительной чертой его интерпретации является то, что он привносит в свой предмет значительные знания не только о визуальном искусстве, произведенном в охватываемый им период (примерно 100 лет с 1879 по 1979 год), но и о философской эстетике и психологии восприятия. Действительно, использование Осборном теоретической эстетики должно разрешить любые сомнения относительно его значимости для понимания исторических событий в современном изобразительном искусстве, а искусствоведам, которые утверждают, что эстетика не фигурирует в их исследованиях, уместно обращаться к его достижениям.
Две основные темы его исследования — абстракция в её различных проявлениях и отказ от искусственности — рассматриваются с использованием понятий из теории информации. Основной аргумент вытекает из убеждения, что из числа функций, которые произведения искусства выполняли на протяжении всего своего существования в истории искусства, стремление художников к общению с другими людьми осталось основным и извечным. Таким образом, вопрос сводится к тому, какую информацию передавали художники, а также к форме и стилю их сообщений. Осборн считает целесообразным заимствование из теории информации понятий семантической информации (информация о репрезентативных ссылках произведения на внешнюю реальность), синтаксической информации (информация о взаимосвязях или формальной структуре произведения) и экспрессивной информации (информация о физиогномических, эмоциональных и эстетических качествах произведения).